# 水野亞美
水野亞美（みずの あみ），是武內直子的著名日本動漫《美少女戰士》女主角之一。她是一名日本的青少年女學生，後來成為了水手服戰士中的Sailor Mercury，以保護太陽系免受邪惡力量的侵擾。
Sailor Mercury是Sailor Moon首個發現的水手服戰士。由於她非常聰明，也能在戰鬥中使用超級電腦收集有用的信息，所以她充當眾人的「大腦」。她擁有與跟水有關的力量。
除了美少女戰士系列的主體故事外，亞美也出現於漫畫中的短篇故事—《亞美的初戀》。亞美出現於最初發表的14篇漫畫中，只有三次「考試大戰」被製作成為動漫中的特別故事，因此這使她成為該系列中最知名、最受歡迎的角色之一。有一些關於亞美的角色歌曲經已發布，包括三款不同內容的單曲CD。

## 人物性格
水野亞美最強調的性格特徵就是她非常聰明—在漫畫及動畫中，其他角色都聽聞她的智商高達300，而在Sailor Moon舞台音樂劇中，這被表述為事實。她在音樂劇和動畫中都擅長英語，在真人版中，飾演她的女演員浜千咲簡要地但很明顯地演譯她的角色（她正與一名講英語的人說話，因為她是作為到訪美國的醫科實習生）。跟她同齡的人把她內向的羞怯誤會為勢利，往往以混合著敬畏和厭惡的態度來看她，以致她往往很難結交到新朋友。亞美被描繪為善良、甜美、忠誠以及缺乏少許安全感的女生，她也不喜歡Sailor Moon及Sailor Mars之間的鬥爭。美國杜克大學的安妮·艾莉森描述她為「一個需要放鬆的聰明女孩」，並稱她為「勤勉認真的」、「勤奮好學的」和「所有阿兔都不是的東西」。在故事的早期，她很大程度上都依賴於得到她的母親、老師和朋友的認同，但隨著動畫的推進，她變得更強大並對自己更有信心。她在眾人中通常是最明智的主角，而且往往是在眾人愚笨的時刻唯一一個感到尷尬的人。在故事開始的時候，她跟月野兔一同就讀於十番中學，後來木野真琴也轉校到此。
在整個系列中，水野亞美大部分的餘暇都用於學習上，她喜愛閱讀，並且夢想著有一天能像她的母親一樣成為醫生。在音樂劇中，阿美夢想是成為一名醫生並離開日本出國留學。歌曲的第一部分顯示亞美於出國留學和成長與留下來作為少女的眾人在一起之間的衝突。她在動畫中也面對著類似的進退兩難的困局，但非常直接；她有機會到德國留學，她在前往機場途中決定留在日本，伴隨她的朋友們與邪惡力量戰鬥。
水野亞美非常欣賞藝術，還有科學，並跟一般描寫的書呆子相反，她喜歡流行文化和愛情小說（雖然她通常不得不尷尬地承認）。在動漫中，亞美是個勤奮好學的插班生，她對於成為最佳學生有一種執著，故她經常滑稽地責罵阿兔等人不做家課。她的角色被解讀為對日本教育制度的政治批判。她有時對同齡男孩表現出吸引力，但其他時候都厭惡這個想法。情書被她列為是最麻煩的一件事，她後來就收到一封，使她面紅不已。在動畫中，一位名叫浦和良的同班同學得知她的身分後迷戀上她，然而這一點從未得到解決，因為他在第一個系列中只先後出現兩次後便消失了。
除了閱讀外，水野亞美也會下國際象棋以及游泳來放鬆身心。作為美少女戰士中的智囊，電腦被列為她的強項，動畫版第一季露娜給了她一台小型超級電腦，她一下子就能輕鬆使用，她亦於學校裡加入相關的學會。她很喜歡上課，特別是數學。她最喜歡的食物是三明治和餡蜜，她最不喜歡的是鰤魚。其他喜歡的事物包括貓、顏色的顏色是藍色和碧綠色，喜歡的花朵是荷花，喜歡的寶石為藍寶石。
水野亞美於該動畫系列中是為數不多鮮有明確提及其家庭情況的女孩之一。她的父母已經離婚，而她跟母親一同生活，她的媽媽是一名醫生，經常忙碌不在家，在真人版中其名字為雅子。二人的相貌非常相似，阿美十分欽佩她的母親，渴望不辜負她為榜樣。除了她工作狂的傾向，水野醫生被描繪成一個好人，但怨恨自己沒有更多的時間跟女兒一起度過。亞美的父親從未被提及過，但在漫畫及動畫中被提及是個畫家。漫畫中指出他從不到訪她們的家，因為有一天他決定不要從放鬆及畫畫的森林回家，但他會在亞美生日時給她寄明信片。（動畫中是以畫作代替信件）亞美想到這一點，她有時也會憤恨自己的父母自私的離異，再加上她父母似乎認為她是一個只對課本感興趣的孩子，這讓她在第四季時一度感到相當的困擾，有部分是因為離婚在日本裡是個禁忌。然而，阿美於動漫中，她似乎很欣賞她的父親，並且似乎遺傳了他的一些藝術特質，甚至是為不能成為曲調的音符填上匹配的歌詞。漫畫中，亞美的媽媽被透露相當富裕，因為她們住在公寓大廈中。阿美於測試一把來自水手服戰士們從月球帶回來的劍的力量時，她利用鑽石戒子用以切割。當女孩們對此驚惶失措時，她會說她媽媽還有更多東西能讓她們平靜下來。在真人版中，亞美特別害羞，並且會在公共場合戴上眼鏡，即使她並不需要它。在她的中學時期，她於遇見月野兔之前並沒有朋友，她總是獨自在天台上吃午餐，這樣她就可以溫習。阿兔似乎是唯一一個意識到亞美是個害羞而非真正冷漠的人，跟阿兔交朋友逐漸使她了解到自己不僅僅是一個書呆子。在第34集，亞美的媽媽試圖把她轉到另一所學校，因為她認為亞美的朋友會有壞的影響。反叛的亞美避過了面試取錄並跟火野麗在水手服戰士的藏身處過夜。後來她告訴其母親指她現正做的事比起學習更重要，而她的媽媽也明白了。
水野亞美是個善良溫柔的女孩，她不喜歡爭吵，憎惡傷害無辜的人。這個特點甚至引用到一部動畫片集《相信愛！亞美，善良的戰士》，她說服Sailor Uranus及Sailor Neptune不要殺掉土萌螢。就像她的朋友們一樣，她對美少女戰士的忠誠是堅定不移的，如有必要的話，她會為公主不惜犧牲自己的性命。

## 各方面及形式
水野亞美作為一個擁有不同的化身、力量、特殊的能力、變身及永恆延長壽命的角色，能夠幾乎實質上跨越銀千年時代和30世紀這極長的壽命，亞美隨著系列的進展而獲得多方面的身分及別名。

### 水星公主
根據漫畫，在銀千年時代，Sailor Mercury是其所屬星球—水星的公主。她是有責任保護銀千年的倩妮迪公主的人之一。作為水星公主，她居於水手城堡，穿著淺藍色的禮服 — 這種形式出現在原版漫畫及補充藝術中。武內直子曾把她畫到賽西達的懷抱中，但他們之間在漫畫或首個動畫改編中並沒有進一步的愛情連結。然而，在《美少女戰士Crystal》中很清楚地指出Sailor Mercury與賽西達曾於銀千年時期相戀。這個也出現於首個美少女戰士音樂劇，並在後來的《永遠傳說》中阿美與偽裝了的賽西達有個二重唱《偽造永遠（偽りのForevermore）》。

### 水手服戰士
水野亞美是代表著水星的水手服戰士Sailor Mercury身分，她穿著制服的色調是深淺不一的藍色。在漫畫和真人版系列中，她的制服最初都是無袖的，她每邊耳朵都以三顆藍色耳釘裝飾著。她於《美少女戰士Crystal》的設計大部分都忠於漫畫設計，除了右耳上只有一顆藍色耳釘，而左邊有三顆。相比之下，原本的動畫最初以帶袖和每邊耳朵都有一顆藍色的耳釘。Sailor Mercury在各個系列中都有特定的頭銜，包括水與智力的戰士、智慧的戰士、正義與智慧的戰士，和愛與考試的戰士。雖然她於平常的時候不能以某種形式獲得某些特殊能力，但她的性格跟她平常的時候並沒有甚麼不同。
在日語中，水星的名稱中第一個漢字意思為「水」，第二個漢字意思為「天體」。雖然它使用了羅馬星球的名字，但由於日本神話於這一方面，認為Sailor Mercury的能力是以水為基礎的。最初她大多數的力量都是戰略性的而非進攻的，她擁有各種電腦設備以幫助她研究敵人的數據。
隨著她成長變得更強大，Sailor Mercury獲得額外的力量，而在關鍵時，她的制服變化會反映到這一點。第一次變化於漫畫第35集，當她獲得水星水晶時，她的裝備變得類似於超級Sailor Moon，然而她沒有獲得新的頭銜。類似事件在動畫第143集及第151集中出現，她被命名為超級Sailor Mercury。第三次，僅限漫畫形式出現在第42集，未命名但類似於永恆Sailor Moon（有翅膀的那個）。

### 黑暗水星
在《美少女戰士真人版》中，亞美被米達利亞女王的黑暗力量污染，暫時控制而變身成為黑暗水星（悪のマーキュリー）。首次出現於第21集，成為古舒達的僕人。她的水手服上裝飾有黑色薄紗和花紋，後面的蝴蝶結和袖子上有黑色蕾絲，而她的頭飾及靴子上有部落的設計。她在腰間還繫上一條帶有黑色魔法的鏈子。作為黑暗水星，她的變身口號轉為：「黑暗力量，變身！」，並以冷酷的語氣來叫喊。她以一把由水流冻结而成的尖锐冰柱所製成的劍作为武器，那是從她首次變身時自己創造出來的。在她的首映宣傳照中，她左手握着一把与剧中不同的武器被展示出來，它似乎像豎琴或小提琴般有一些弦線，而右手拎着一支尖锐的冰锤之箭；原本似乎更有可能是後者，因為也看到她拿著弓。後來這把弓被重新裝飾改为賽西達所用的長劍。
黑暗水星是古舒達於其他水手服戰士正在忙於戰鬥期間的漏洞將亞美擄去，並把她直接暴露於米達利亞女王的黑暗力量下，使她造成嚴重的性格變化，以及她制服上的改變。不僅如此，還激發出了她潛在的戰鬥能力，她自信得帶着利己主義，並繼續以平民的生活去上學。為了對抗月野兔，她替所有從前認識的朋友進行洗腦。邪惡的亞美衣著主要是黑色，她的動作傾向於緩慢而顯著地移動，當面對著水手服戰士時，總帶著一種施虐狂的快感。
黑暗水星無意成為任何人的追隨者，而且總是試圖追求自己的日程表，以殺盡她所有的朋友讓自己盡可能變得強大。她公然對古舒達及黑暗帝國四天王表示不尊重，即使是米達利亞女王，也許是因為，米達利亞女王跟四天王不同，她在轉換期間直接暴露於米達利亞女王的力量下，而不是被貝爾女王及其他人洗腦。
儘管有這些改變，真正的亞美的某些方面仍然存在。她仍然希望在學校取得好成績，雖然她把同學們都洗腦但仍希望交朋友。她似乎仍保持著同情心，當她修理拿拉達的斗篷時，說她不喜歡看到他孤单一個人。Sailor Moon周期性地利用銀水晶的力量試圖使亞美脫離黑暗王國的控制。每次在快要完成的時候亞美總會被敵人帶走，但它總會對亞美有一些影響，最終還是使她恢復了自己原有的意志。在第28集，催化劑讓她終於恢復正常，當時她正在跟Sailor Moon戰鬥，當看見她受傷的朋友就讓她意識到她關心的人是阿兔，並終於記起她到底是誰。在被治療痊癒之後，她對黑暗水星那時所發生的事沒有記憶。這讓她感到困擾，因為她害怕自己不受控制的時候可能對她的朋友做了些甚麼的事情。

## 特別技能與力量
在漫畫中，水野亞美可以在沒有任何東西的輔助下使用尋水術。然而，她在平常的時候（未變身）並未顯示自己能夠使用其異能，也可能是無法使用。她必須透過拋起一個特殊裝置（變身筆、手鐲、變身棒或水晶）於空氣中，並喊出一個特殊的口號來變身。隨著她的力量變得更強大並獲得新的變身器。
Sailor Mercury具有創造及操縱水的能力。在初期《美少女戰士》中，她操縱水的能力只限於創造堅實而密集的濃霧及薄霧，她還能使敵人的體溫下降以及蒙敝敵人的視線，好讓她的同伴在敵人沒有防備的情況下進行攻擊。在首次發行的漫畫單行本中，她通常在發動攻擊時沒有喊出必殺技的名稱，然而在動畫中她會說出必殺技的名稱：「泡泡噴霧」這種力量在後來發行的新裝版漫畫中被更名為「水星水色薄霧」，以跟真人版及第二部系列動畫互相匹配，其中她以這個名稱作出進攻性的水花射線攻擊，能夠消滅實力較弱的敵人。她於系列中共有五種攻擊，大部分也是第一種的變化形態。
Sailor Mercury的首次主要具備攻擊性的必殺技是在漫畫第二部故事中引入的「波光幻影」，可以被用作彈丸，把敵人凝固成為固體冰，或用作創建一個固體冰的防禦屏障。除了她其他的力量變化外（多數透過增加「凝結」或「雪」來提高它們的實力），她在第三輯漫畫，以及再次在特備的故事《阿美的初戀（漫畫及動畫）》中使用的下一個攻擊名稱是「水星水市蜃樓（Mercury Aqua Mirage）」，這種攻擊亦於第二輯動畫系列中使用，能用水流攻擊敵人。在第四輯動畫《美少女戰士SuperS》中，當她接受第二個水手服戰士的形式（超級Sailor Mercury）的時候，她獲得最後而且最強大的力量。在這個階段，她獲得了一種特殊武器—「水星豎琴」，並使用「水星幻影狂想曲」的技能，在故事中能彈奏並帶起水流形成一道漩渦型的水柱攻向敵人。在動畫中，Sailor Mercury獲得在她的潛意識深層的豎琴。在漫畫中使用「水星豎琴」有不同的方式，在攻擊當中它比豎琴更像一件東西。此外，Sailor Mercury能透過她的力量守護者獲得豎琴。在漫畫中，「水星豎琴」以及其他水手服戰士的武器都有其「意志」，甚至可以說話及作出輸入。
除了自己的力量之外，Sailor Mercury還擁有比其他水手服戰士擁有更多的非魔法物品。在早期的系列中，她經常使用一種極其強大的「微型超級電腦」，這使她能夠進行特殊的計算流程、掃描周圍的環境、跟踪盟友以及敵人的活動，並確定她的敵人弱點。該微型超級電腦能跟Sailor Mercury的護目鏡進行同步工作，可用於分析她周邊的區域，和在她眼前及電腦上展示信息。她的護目鏡可能是某種全息圖；當她觸摸自己的耳環時，全息影像就會在其臉上實現。漫畫中有時會顯示她戴著一個連接著耳環的細小麦克风，那是在第一輯漫畫中她用於正在水手服戰士藏身之處的露娜聯絡。隨著系列的發展，所有這些設備都會逐漸退出其用途。在真人版系列中，她跟大部分水手服戰士一樣，收到一個稱為鈴鼓的武器，稱為「水手之星鈴鼓（Sailor Star Tambourine）」。她是兩個以其角色命名其技能的人之一（如：水星水色風暴『Mercury Aqua Storm』），後來可以把它變成一把青龍刀形狀的劍。無論她是作為Sailor Mercury還是黑暗水星，她也可以從水中把劍創造出來。
在漫畫中，水星水晶（Mercury Crystal）和水星豎琴（Mercury Harp）都是她最重要的魔法之物。前者是她的水手水晶（Sailor Crystal）以及和她所有力量泉源，此事於第五輯動畫《美少女戰士Sailor Stars》中變得尤其重要。該豎琴實際上是一把里拉琴，那是比豎琴更小的弦樂器，據羅馬神話之說，那是由水星之神墨丘利所發明的。

### 變身力量
| 版本          | 日文原版 | 英文                            | 中文                 |
| 漫畫版        |          |                                 |                      |
| ------------- | -------- | ------------------------------- | -------------------- |
| 第1階段       |          | Mercury Power, Make up!         | 水星力量，變身！     |
| 第2階段       |          | Mercury Star Power, Make Up!    | 水星星光力量，變身！ |
| 第3階段       |          | Mercury Planet Power, Make Up!  | 水星行星力量，變身！ |
| 第4階段       |          | Mercury Crystal Power, Make Up! | 水星水晶力量，變身！ |
| 動畫版        |          |                                 |                      |
| 第1階段       |          | Mercury Power, Make up!         | 水星力量，變身！     |
| 第2階段       |          | Mercury Star Power,Make Up!     | 水星星光力量，變身！ |
| 第3階段       |          | Mercury Crystal Power,Make Up!  | 水星水晶力量，變身！ |
| 真人版        |          |                                 |                      |
|               |          | Mercury Power, Make up!         | 水星力量，變身！     |
|               |          | Dark Power, Make up!            | 黑暗力量，變身！     |
| Crystal動畫版 |          |                                 |                      |
| 第1階段       |          | Mercury Power, Make up!         | 水星力量，變身！     |
| 第2階段       |          | Mercury Star Power,Make Up!     | 水星星光力量，變身！ |
| 第3階段       |          | Mercury Planet Power, Make Up!  | 水星行星力量，變身！ |

### 必殺技

#### 動畫版
| 90年代動畫版 | 90年代動畫版                       | 90年代動畫版                 | 90年代動畫版                         | 90年代動畫版          | 90年代動畫版         | 90年代動畫版     | 90年代動畫版 |
| 初次出現集數 | 日文原版                           | 英語 (Viz版本)               | 台灣翻譯 (華視)                      | 台灣翻譯 (MOMO親子台) | 香港翻譯 (TVB)       | 中國翻译         |              |
| --- | ---------------------------------- | ---------------------------- | ------------------------------------ | --------------------- | -------------------- | ---------------- | ------------ |
| 8 |                                    | Bubble Spray                 | 泡沫噴霧                             | 泡泡噴霧              | 皂泡紛飛             | 肥皂、噴射！     |              |
| 雙手之間生成一個發光的肥皂泡，然後身体旋轉一周後在額頭前用交叉的雙手將肥皂泡打散，雙臂伸展開時瞬間無數的泡泡噴發出去，會化為寒冷的濃霧使敵人視線模糊甚至產生幻覺。 有時能解除敵人的控制招式，也能使敵人的攻擊無效化。或可以直接發射泡泡來壓制敵人，但被打破後仍然會散發出濃霧。除了對付敵人外，還可以讓雙手之間產生的泡泡包圍在自己身上作為防護罩，能夠抵抗炎熱的環境。 |                                    |                              |                                      |                       |                      |                  |              |
| 53 |                                    | Bubble Spray Freezing        | 泡沫噴霧凍結                         | 泡泡冰凍噴霧          | 皂泡紛飛Freezing     | 肥皂、噴！凍上冰 |              |
| 泡泡噴霧的升級版，使用次數不多。將噴發的泡泡化作冷氣冰凍目標，但是會被陽光的温度融化。 |                                    |                              |                                      |                       |                      |                  |              |
| 62 |                                    | Shine Aqua Illusion          | 水星電光·幻影神功 閃耀之水幻影 (VCD) | 波光幻影              | 皂泡幻影             | 肥皂、噴！       |              |
| 水滴落在腳下的湖面上濺起無數闪闪发光的水花，然后身体一边旋转一边用雙手將包围自身的水花匯聚在頭上形成一道冰水激流朝着敵人發射出去。 此技有出現過幾種攻擊形態，如水幕，水炮，漩渦，水流等。出現最多的水炮，可以使任何被命中的目標被冰凍並粉碎。還能完美抵消敵人的攻擊。                                                                                                   |                                    |                              |                                      |                       |                      |                  |              |
| 80 |                                    | Double Bubble Spray Freezing | -                                    | 雙重泡泡冰凍噴霧      | 雙重皂泡紛飛Freezing | 肥皂、噴！       |              |
| 泡泡冰凍噴霧的雙重版，將大量粘合在一起的兩個泡泡發射出去，使冰封範圍目標加強。此技在設定上將消耗更多的能量，使用後不能立即施展波光幻影。 |                                    |                              |                                      |                       |                      |                  |              |
| 151 |                                    | Mercury Aqua Rhapsody        | 水星仙子·水之狂想曲 曼丘里水的狂想曲 | 水星水漾狂想曲        | 水星幻影狂想曲       | 无               |              |
| 右手手掌出現水星專屬符號，從符號發出漩渦狀的水流形成一個水製的豎琴。用水豎琴彈奏出的音波呈晶瑩的細流狀從四面八方飛湧而出，集合成一道漩渦水柱攻擊敵人。 |                                    |                              |                                      |                       |                      |                  |              |
| SS劇場版外傳 |                                    | Mercury Aqua Mirage          | -                                    | 水星水市蜃樓          | 水星幻影波           | 无               |              |
| 水星專屬符號形成一個能量水球，然後用右手托着水球旋轉一周後將水球打破在地面上，於是迸发出的水流以水环的形态集中在高舉的雙手上形成一个大水球将其给投射出去，大水球瞬间炸裂射出一道道尖銳閃亮的水柱快速追擊敵人。並將命中的敵人封鎖在巨大的水球中將其轉化為液體狀後爆發。                                                                                                  |                                    |                              |                                      |                       |                      |                  |              |
| Crystal（新版動畫） |                                    |                              |                                      |                       |                      |                  |              |
| 初次出現回數 | 日文原版                           | 英語 (Viz版本)               | 台灣翻譯 (台視HD)                    | 香港翻譯 (ViuTV)      |                      |                  |              |
| 2 |                                    | Mercury Aqua Mist            | 水星水色薄霧                         | 水星水色煙霞          |                      |                  |              |
| 雙手散發出水藍色的寒冷煙霧擾亂敵人的視線。第二期帶有攻擊效果，第三期帶有滅火的能力。 |                                    |                              |                                      |                       |                      |                  |              |
| 15 |                                    | Shine Aqua Illusion          | 波光幻影                             | 皂泡幻影              |                      |                  |              |
| 雙手引出水流旋轉幾周後，由左臂推出一道巨大的水藍色激流撞擊目標。 |                                    |                              |                                      |                       |                      |                  |              |
| 16 |                                    | Shine Snow Illusion          | 波光幻影                             | 閃雪幻影              |                      |                  |              |
| 身體閃爍着藍色光輝，然後以漫画版裡的姿勢使全身散發出大量的雪花結晶，將敵人掩埋后使敵人瞬間消散。 |                                    |                              |                                      |                       |                      |                  |              |
| 29 |                                    | Mercury Aqua Mirage          | 水星水流幻象                         | 水蜃氣樓              |                      |                  |              |
| 同SS劇場版外傳出現的技能一樣。 |                                    |                              |                                      |                       |                      |                  |              |
| Eternal 劇場動畫版 |                                    |                              |                                      |                       |                      |                  |              |
| | マーキュリー・アクア・ラプソディー | Mercury Aqua Rhapsody        |                                      |                       |                      |                  |              |
| 右手手掌出现的水星符号喷溅出水流，左手腕抱着水星竖琴旋转一圈，用右手轻轻拨动水星竖琴后高举右手，右手上持有的水球产生出复数条带状水流，然后水球瞬间转化为水龙卷快速撞击目标。 |                                    |                              |                                      |                       |                      |                  |              |

#### 真人版
| 2 |  | Mercury Aqua Mist     | 水星水色薄霧 |
| 變身手鐲的水藍色寶石發光後，全身開始旋轉將大量的水集中在身上，隨後雙手由外而內緩緩組成交叉狀，釋放出水花噴流攻擊敵人。                                       |  |                       |              |
| 9 |  | Shine Aqua Illusion   | 波光幻影     |
| 雙手以水星變身時的手勢在眼前交叉兩次，然後將雙臂朝左側呈90度高舉，雙臂換位為右側90度後又於右手發射出一道閃亮的水花光束攻擊敵人。攻擊力偏低，但具有滅火效果。 |  |                       |              |
| 42 |  | Mercury Aqua Storm    | 水星水色暴雨 |
| 右手搖動着水手之星铃鼓，然後又高舉水手之星铃鼓使身體旋轉一周後對着敵人發射出一道直線型的水藍色光線。全劇僅出現一次，但被破解。                               |  |                       |              |
| 43 |  | Mercury Aqua Cyclone  | 水星水色氣旋 |
| 雙手對着敵人描出一個圓形，隨即雙手在胸前交叉使額頭的寶石發光後又再次伸向前方，釋放出一道水藍色泡泡光束攻擊敵人。全劇僅出現一次，但被破解。                   |  |                       |              |
| 48 |  | Mercury Aqua Blizzard | 水星水色暴雪 |
| 雙手呈水星變身時的手勢描繪出一個大圓形後組合在一起，于雙手大量釋放出寒冷的吹雪將敵人冰封起來。全劇僅出現一次，但被破解。                                     |  |                       |              |

- 水星武器—冰之刀

#### 漫畫版
| 日文原版 | 英語                         | 大然文化                                                                       | 天下出版                | 中国对外翻译出版                  |
| -------- | ---------------------------- | ------------------------------------------------------------------------------ | ----------------------- | --------------------------------- |
|          | Hyperspatial Sphere Generate | 超次元空间出現                                                                 | 超次元空间現形          | 超次元空间出现                    |
|          | Shine Aqua Illusion          | 光輝·水幻覺                                                                    | 閃光水幻影              | 水之幻影弥漫                      |
|          | Shine Snow Illusion          | 光輝幻覺（錯譯，正確應為光輝雪幻覺，翻譯沒有把「雪」「スノー」「snow」翻出來） | 雪光幻像波              | 雪花幻影                          |
|          | Mercury Aqua Mirage          | 水星水流幻像 水星海市蜃樓 水蜃氣樓                                             | 雪光幻象波 水星海市蜃樓 | 水之幻影·弥漫 海市蜃楼            |
|          | Mercury Aqua Rhapsody        | 水星·水之狂想曲                                                                | 水星激流狂想曲          | 水星·奔流·狂想曲 水星·奔騰·狂想曲 |

## 發展

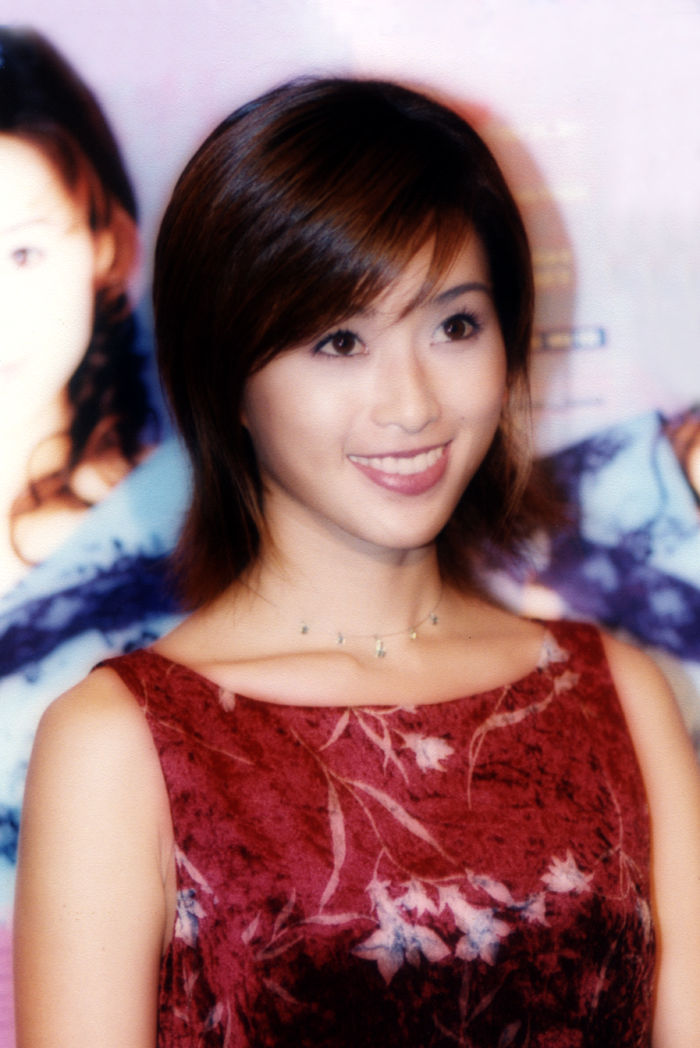
武內直子形容水野亞美跟日本偶像酒井法子的外型很相似。（2000年）

水野亞美並沒有被列入原創的提案《水手戰士V》的動畫中，相反，她就如愛野美奈子於這個系列中樣子非常相似的挈友，空野光（空野 ひかる）。然而，當概念擴展到以Sailor Moon為中心時，她仍然在這裡。
作者武內直子把阿美設計成為「團隊的大腦」，賦予她天才級別的智慧，以創造她不是得像人類的印象—事實上，這個角色原本是一個備有加速器的生化人。有一個故事情節的概念涉及她失去了一隻手臂或以其他方式受傷並因此而死，但遭到武內直子的編輯反對，所以阿美成為了一個完全人類的角色。
在日本漢字中，阿美的姓氏被翻譯為水野，而她的名字為亞美，它的結構為雙關語，這樣她的整個名字也可以被理解為「水之美」。它經常被誤譯為「水的朋友」，因為法語單詞「ami」亦可於一些日語詞典中找到。
Sailor Mercury的制服就如其他戰士般完全獨特的，它包括採用全長袖設計、粉紅色絲帶、護肩、綠色鈕扣及高科技護目鏡。後來，武內直子對這些草圖感到驚訝，並表示她不記得把它們畫下來。她還形容阿美看起來像1990年代初的日本流行偶像酒井法子，而阿美於《美少女戰士》的首次亮相，月野兔以為阿美就是武內直子另一系列的角色Miss Rain。此引用在2003年的更新漫畫中初移除。

## 聲演及演出
在原來的動畫《美少女戰士》中，阿美是由資深的聲優久川綾聲演。在電視節目結束後，久川綾於一本美術書中寫道，她是由阿美的角色「撫養」，遇見到她真的「非常高興」。
在英語版本中，阿美的角色被改為「Amy」；在《美少女戰士舞台音樂劇》中，分別有14位女演員飾演阿美，分別為：森野文子（Ayako Morino）、越智千惠子、Cocona（ココナ）、赤嶺寿乃（Hisano Akamine）、若山愛美（Manami Wakayama）、伊澤麻璃也（Mariya Izawa）、渡邊米麗愛、松浦雅（Miyabi Matsuura）、替地桃子（Momoko Kaechi）、小山百代（Momoyo Koyama）、伊藤理理杏、川村海乃（Umino Kawamura）、宮川由起子（Yukiko Miyagawa）、竹内夢（Yume Takeuchi）。
在《美少女戰士真人版電視劇》中，水野亞美是由泉里香飾演，童星松元環季（Tamaki Matsumoto）飾演倒敘回憶及童年照片中的阿美。
《美少女戰士Crystal》的動畫中，她的角色是由金元壽子聲演。